# Mère Marie-Anastasie
Mère Marie-Anastasie, de son vrai nom Alexandrine Conduché, née le 17 novembre 1833 à Compeyre (Aveyron) et morte le 21 avril 1878 à Bor-et-Bar (Aveyron), est une religieuse française fondatrice des dominicaines de la congrégation de Notre-Dame du Très Saint Rosaire.

## Biographie
Mère Marie-Anastasie est née le 17 novembre 1833 à Compeyre, dans une paroisse du diocèse de Rodez, à quelques kilomètres de Millau. Son père, Joseph Conduché, un cordonnier et chrétien, épouse Marie-Jeanne Artières. Le couple eut six enfants, mais seulement deux filles survécurent – Alexandrine et Joséphine.
Alexandrine Conduché, appelée plus tard sœur Marie-Anastasie est l’aînée. Elle fut éduquée à la maison de ses parents jusqu'à ce qu’elle eut quatre ans. Puis elle est allée à l’école à Compeyre et, peu de temps après, ses parents l'inscrivent à l'école paroissiale voisine à Aguessac, suivie par les « sœurs de l’Union ».
En juin 1847, Alexandrine déménage à Tizac selon l’invitation du Père Artières. À 14 ans, le Père Artières lui demande d’ouvrir une salle de classe pour les enfants du village, parce qu’il n’y avait pas d’école dans la commune.
Le Père Artières guide Alexandrine quant à sa vocation. Durant cette période, le prêtre Jean-Pierre Gavalda de Bor-et-Bar a un projet de fonder une communauté avec des filles dans la région. Pendant la Toussaint de 1848, Alexandrine s'installe alors à Bor pour se mettre à disposition de père Gavalda.
Le 10 mars 1849, elle fut envoyée en formation dans la communauté religieuse des sœurs de Notre-Dame à Saint-Julien-d'Empare, près de Capdenac. Le 8 avril, Alexandrine entre dans la classe des postulantes. Deux mois plus tard, le 14 juin, elle devient sœur Marie-Anastasie. 
Après six mois de formation, sur l’insistance du Père Gavalda, elle et la sœur Saint-Joseph (la nièce du Père Gavalda) reviennent à Bor. Le 1er janvier 1850, elles créent ensemble Fondation : Sœur Saint-Joseph est nommée la supérieur à 24 ans et Sœur Marie-Anastasie responsable de l’école, à l’âge de 17 ans. 
A cette époque, la Communauté a été composée par deux novices, sœur Saint-Joseph et sœur Marie-Anastasie et trois candidates qui espéraient de la part de père Caubel l’admission au postulat. Ce moment marque le début de la Congrégation des sœurs dominicaines de notre Dame du Rosaire de Monteils. La Congrégation est officialisée le 30 mars 1850, par Jean-François Croizier, évêque de Rodez.  
Sœur Marie-Anastasie a fait les vœux le 8 octobre de 1851, fête de notre Dame du Rosaire. Elle a dix-huit ans. Bien que jeune, elle est nommée maîtresse des novices. Elle resta à ce poste pendant onze ans
Le 10 octobre 1862, sœur Marie-Anastasie est désignée par ses sœurs comme Prieure de la communauté. L’année suivante, en 1863, lors de la fête de notre Dame du Rosaire, l’autorité ecclésiastique est venue pour une visite et, ce jour-là, sœur Marie-Anastasie et huit de ses compagnes religieuses ont prononcé les vœux perpétuels.  
Le travail de sœur Marie-Anastasie est reconnu au-delà du couvent de Bor, qui est devenue trop petite pour accueillir le grand nombre de jeunes attirés par la vie religieuse et la régularité démontrée par les sœurs. Sœur Marie-Anastasie rend visite à pied aux communautés, afin d’assurer que les principes originaux de la Fondation. Elle dut arrêter pour des raisons de santé.
De 1863 à 1878, Mère Marie-Anastasie ouvre 17 communautés : Le Mauron (1863), Saint-Hippolyte (1866), Notre Dame de Laval (1867), Lescure (1867), Prades (1867), Puech-Auriol (1868), Peyregoux (1868), Tayac (1868), Saint-Hilaire de Rodez (1868), Beteille (1869), Floirac (1870), Montgey (1870), Venès (1872), Saint-Laurent (1874), Lalo (1875), Artigues (1876), Villevayre (1877). 
Le jour de Pâques 1878, le 21 avril, Mère Marie-Anastasie meurt.
Les communautés continuent à se multiplier et les fondations ont lieu dans les pays frontaliers de la France : l'Italie, la Belgique, la Bulgarie et l'Espagne. En 1885, un groupe de six sœurs de la Congrégation traversent l’Atlantique à la demande de l’ordre dominicaine, en s’installant à Uberaba, au Brésil, pour donner continuité à l’œuvre de mère Marie-Anastasie en terres brésiliennes.  